# Автофазировка
Автофазировка е явление от физиката, стоящо в основата на цикличните ускорители на заредени частици до релативистични енергии, при което с подходящо изменение на честотата на променливо електрическо поле, на напрегнатостта на магнитното поле Н или на двете заедно се поддържа резонанс между честотата на променливото електрическо поле и кръговата честота w на частиците.